# 東麻美
東 麻美（ひがし あさみ、1982年9月25日 - ）は日本のモデル・女優。本名・東 麻美（ひがし あさみ）。
埼玉県さいたま市（旧浦和市）出身。
FRONT Model Agency 所属。モデル名はAsami（あさみ）。

## 来歴・人物
埼玉県さいたま市（旧浦和市出身）。埼玉県私立武南高等学校卒業。文化女子大学卒業。

## 出演

### CM
- ケロッグ オールブラン プレミアム "相乗効果でスマート"篇

- ジョンソン「カビキラー」見えない根の先編

- LG「Pra.L」

- 丸亀製麺「こく旨豚しゃぶぶっかけ」梅雨編

- 日産自動車 セレナ「実験 死角から飛び出し」編

- ユニー株式会社 アピタ・ピアゴ「スタイルアップパンツコレクション」

- USJ「ユニバーサル・ワンダー・クリスマス2015」

- 富士通 「あなたの未来に。富士通の技術」ビッグデータ編

- 旭化成「サランラップ」保存は、冷蔵庫と頭の中に編

- Googleタブレット端末「Nexus 7」姉妹編

- 日本コカコーラ「綾鷹」作法編

- 大塚製薬 ポカリスエット「絆 – 親から子へ」

- ダノンビオ「マイ朝リズム」ジョギング編

- マツダ「ミニバンキャンペーン2012」

- キューピー 具のソース「噛むと音がする」

- 花王「ヘルシア緑茶・まろやか」

- S&B食品 [本挽きカレー]

### 広告
- コーセーコスモポート「グレイスワン シャンプー」

### WEB
- BOSCH「電動自転車」
- ユニクロ「AIRRism」

- MEJ「agest」

### 雑誌
- éclat
- Domani
- VERY
- ミセス
- Oggi
- MEN’S CLUB
- クロワッサン
- YOLO

### Still
- イオン トップバリュ「凄シェル」
- アダストリア「Studio Clip」
- 京都紅丸
- 三菱ジュエリーコレクション
- 東急百貨店
- 日本橋三越本店
- 45rpm
- 大丸松坂屋
- 三越伊勢丹
- 竺仙

### Event
- チャコット「ヨガフェスタ 2017」インストラクター

### 電子書籍
- デジタル原色美女図鑑 stylish gravure 東麻美 文藝春秋電子書籍編集部